# Ophiorrhiza villosa
Ophiorrhiza villosa là một loài thực vật có hoa trong họ Thiến thảo. Loài này được Roxb. mô tả khoa học đầu tiên năm 1824.